# Iván Valenciano
Iván René Valenciano Pérez (født 18. marts 1972 i Barranquilla, Colombia) er en tidligere colombiansk fodboldspiller (angriber).
Valenciano spillede i løbet af sin 20 år lange karriere for adskillige klubber i både hjem- og udlandet. Længst tid tilbragte han hos Atlético Junior i hjembyen Barranquilla, hvor han spillede i sammenlagt 11 sæsoner og var med til at vinde to colombianske mesterskaber. Han spillede også for blandt andet Independiente Medellín, Millonarios og Deportivo Cali, ligesom han havde et ultrakort skuffende ophold i italienske Atalanta.
Valenciano spillede desuden, mellem 1991 og 2000, 29 kampe og scorede 13 mål for det colombianske landshold. Han repræsenterede sit land vedVM i 1994 i USA. Her spillede han én af holdets tre kampe i turneringen, hvor colombianerne blev slået ud efter det indledende gruppespil. Han var også med til at blive nr 4. ved Copa América i 1991.

## Titler
Categoria Primera A
- 1993 og 1995 Atlético Junior